# Праздничный переполох
«Праздничный переполох» (фр. Le sens de la fête) — французский комедийный фильм режиссёров Эрика Толедано и Оливье Накаша.
Во Франции премьера фильма состоялась 4 октября 2017 года.

## Сюжет
Организатор праздничных мероприятий Макс должен провести свадьбу в замке XVII века. Под его контролем всё — банкет, фотограф, повара и официанты, казалось бы, что может пойти не так? Впрочем, как известно, если что-то может случиться — оно обязательно случается. То именитый диджей в последний момент откажется приехать, а вместо него непонятно какие музыканты будут со своим репертуаром и при этом не знающие известных старых песен, то официанты начнут бунтовать из-за нелепых нарядов, то доисторическая электропроводка не выдержит напряжения.

## В ролях
- Жан-Пьер Бакри[2] — Макс Анжели, организатор свадьбы
- Жиль Лелуш — Джеймс, певец
- Жан-Поль Рув — Гай, фотограф
- Элен Венсан — Элен Венсан, мама жениха
- Сюзанн Клеман — Жозиан, подруга Макса
- Эй Айдара — Адель, помощница Макса
- Бенжамен Лаверн[3] — Пьер, жених
- Жюдит Шемла — Элен, невеста
- Уильям Лебгиль — Себ
- Кевин Азаис — Патрис
- Элбан Иванов — Сэми
- Венсан Макен — Жюльен, официант, родственник Макса
- Хереддин Эннасри — Нэбил
- Антуан Чаппи — Анри, официант
- Манмадхан Баски — Рошан
- Габриэль Наккаче — Бастьен
- Джекей Тото — Нико
- Ив Хек — Гость «на сегодняшний день»
- Энтони Дарче
- Луис Куинн
- Грегуар Бонне
- Сэм Карманн

## Съёмки
Съёмки фильма в основном проходили в Иль-де-Франс в течение двух месяцев. Часть съёмок проходила в Париже, в Замке Куранс и в окрестностях Фонтенбло.

## Прокат
Премьера в Бразилии, Венгрии и Чили состоялась 14 декабря 2017 года, в России — 1 января 2018 года, в Кувейте и Перу — 11 января 2018 года, в Швеции — 9 марта 2018 года.